# Kazimierz Szpądrowski
Kazimierz Stanisław Szpądrowski (ur. 1 marca 1899 w Krościenku nad Dunajcem, zm. 25 grudnia 1940 w Moskwie) – major dyplomowany Wojska Polskiego II RP, szef II Oddziału Sztabu Armii „Kraków”, jeniec obozu NKWD w Starobielsku, przewieziony do Moskwy, gdzie od 7 lutego do 18 października 1940 roku poddany został 9 przesłuchaniom w Więzieniu Lefortowskim, rozstrzelany 25 grudnia 1940 roku, pośmiertnie awansowany do stopnia podpułkownika i odznaczony Krzyżem Komandorskim Orderu Odrodzenia Polski.

## Młode lata i kariera wojskowa
Kazimierz Szpądrowski urodził się 1 marca 1899 roku w Krościenku nad Dunajcem, jako syn Ignacego i Teresy z Zarzyckich, obojga nauczycieli w miejscowej szkole. Początkowo naukę pobierał w miejscu urodzenia, a następnie w Gimnazjum w Wadowicach. W czasie nauki w latach 1912–1914 działał czynnie w Drużynach Strzeleckich Okręgu Wadowickiego. Ojca stracił w 1915 roku, a matkę dwa lata później. W 1916 roku ukończył Gimnazjum w Wadowicach, gdzie został uznany „dojrzałym z odznaczeniem do studiów na uniwersytecie”.

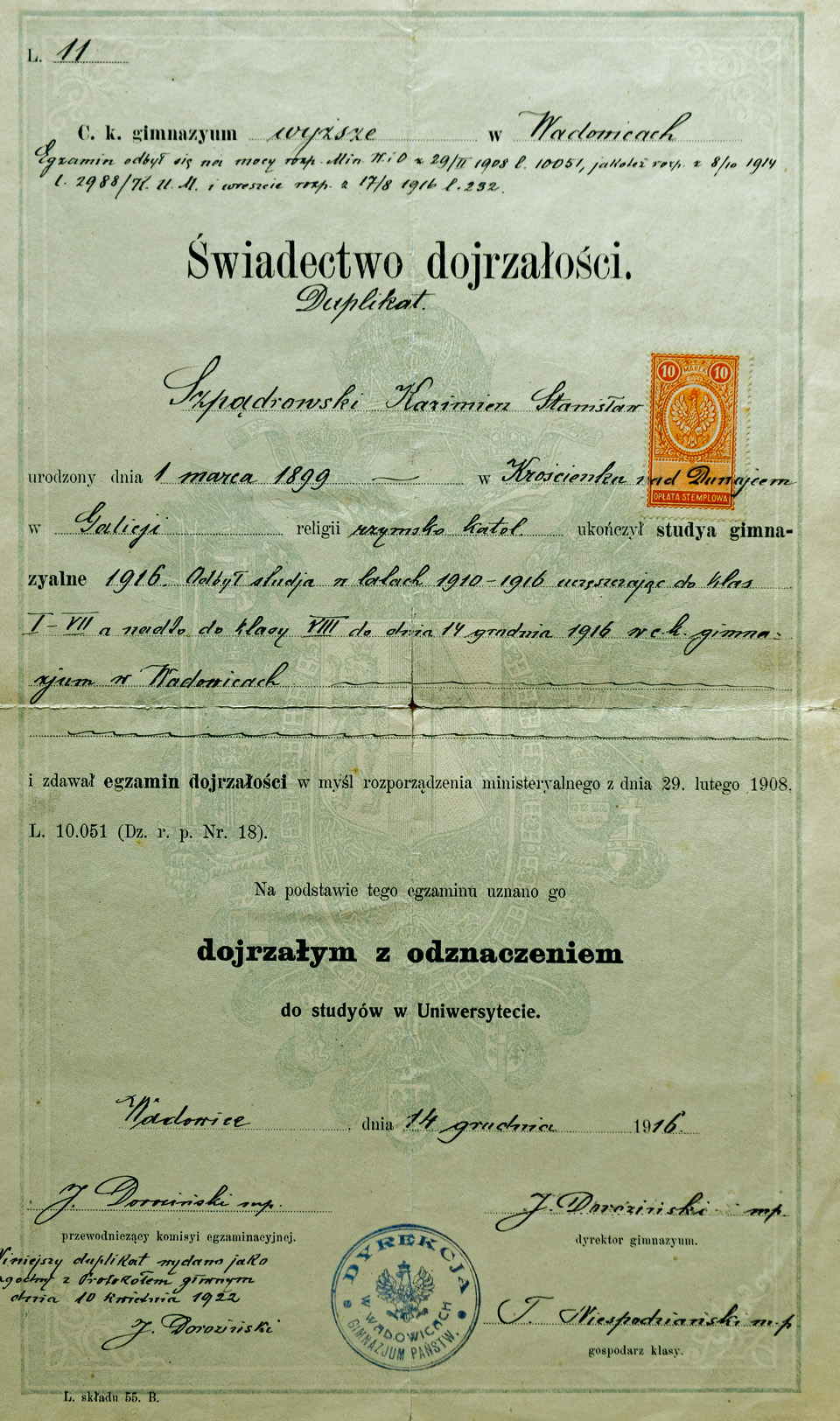
Świadectwo dojrzałości Kazimierza Szpądrowskiego z Gimnazjum w Wadowicach

14 grudnia 1916 roku jako ochotnik, wstąpił w Górze Kalwarii do Legionów Polskich, służąc w okresie od 5 stycznia do 20 sierpnia 1917 roku w 2 baterii artylerii legionowej, a następnie po tzw. kryzysie przysięgowym w formacjach armii austriackiej do 5 listopada 1918 roku. 6 listopada tego roku w stopniu chorążego wstąpił ochotniczo do Wojska Polskiego i otrzymał przydział do nowo powstającego 1 pułku artylerii polowej w Warszawie. 6 stycznia 1919 roku awansowany został na  stopień podporucznika, a 1 czerwca na porucznika, W tym czasie służył w 6 pułku artylerii polowej. Potem, do końca działań wojennych i w pierwszym okresie po odzyskaniu niepodległości pełnił służbę w 7 pułku artylerii polowej.

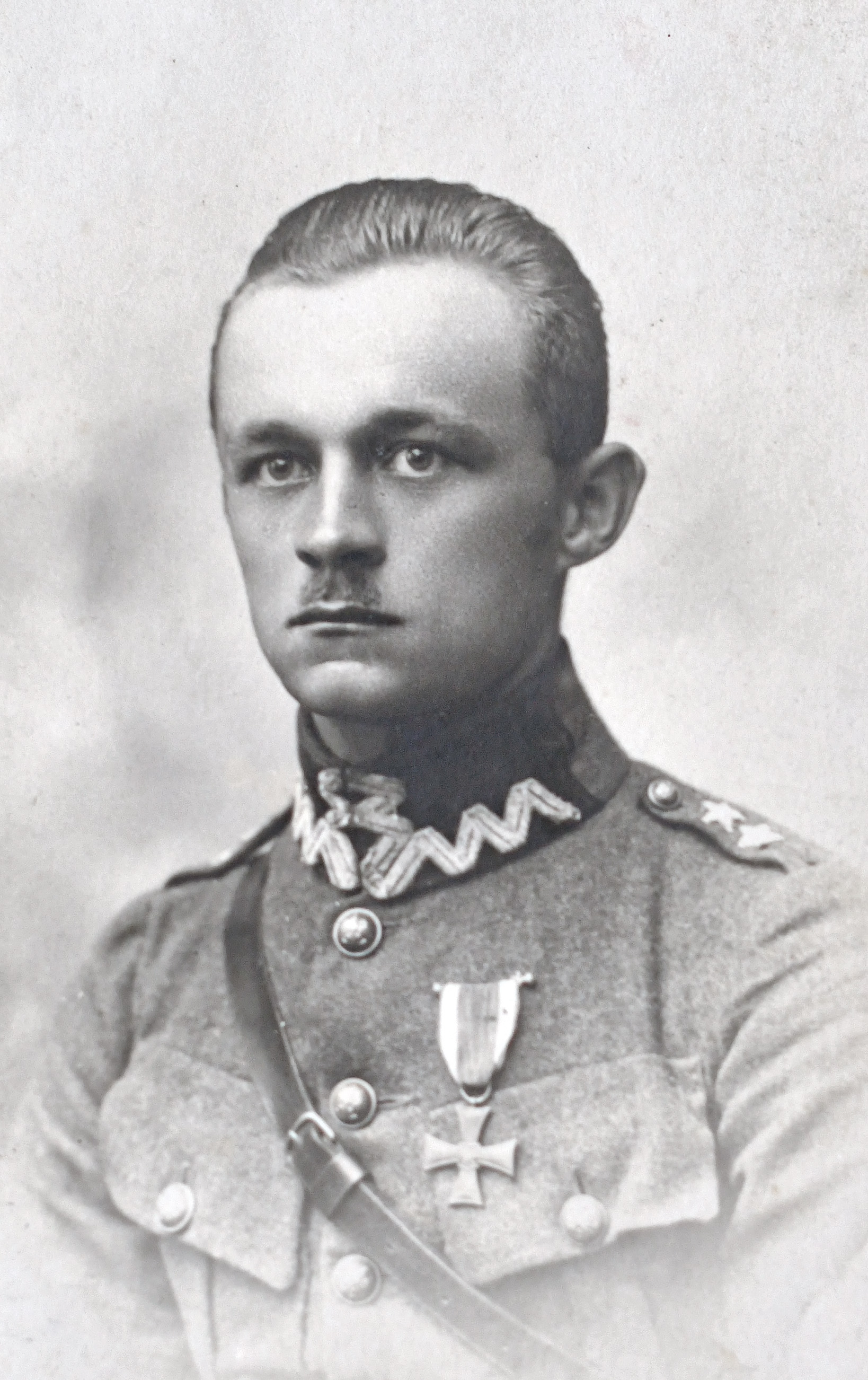
Kazimierz Szpądrowski jako młody oficer

Związawszy się trwale z zawodową służbą wojskową w okresie od 1 lutego do 11 grudnia 1922 roku ukończył Szkołę Młodszych Oficerów Artylerii w Toruniu. Gdy Szef Sztabu Generalnego Józef Piłsudski powołał do życia z dniem 1 czerwca 1923 roku Oficerską Szkołę Artylerii, porucznik Kazimierz Szpądrowski przeniósł się z rodziną do Torunia i objął w nowo powstałej uczelni stanowisko instruktora – komendanta klasy. W 1928 roku po przemianowaniu szkoły na Szkołę Podchorążych Artylerii, kapitan (od 1 stycznia 1928 roku) Kazimierz Szpądrowski awansował na adiutanta szkoły. W niedługim czasie uzyskał przeniesienie do Warszawy, gdzie 16 czerwca 1930 roku podjął studia w Wyższej Szkole Wojennej, które ukończył 31 października 1932 roku i uzyskał tytuł  oficera dyplomowanego. 1 listopada 1932 roku został odkomenderowany do pracy w II Oddziale Sztabu Głównego. Od 1933 roku pełnił służbę w Ekspozyturze Nr 4 Oddziału II Sztabu Głównego w Katowicach. Ekspozytura Nr 4 (wywiadu i kontrwywiadu) zainstalowana została w Katowicach w 1930 roku po przeniesieniu z Krakowa. „W ciągu kilku lat przed wojną (1932-1939) placówką tą kierowało czterech oficerów: jeden z piechoty (mjr dypl. L. Sadowski) i aż trzech z artylerii. Nominacje artylerzystów: ppłk dypl. K. Piaseckiego, mjr dypl. K. Szpądrowskiego i mjr dypl. S. Kuniczaka nie były tu przypadkowe. Wykonywane przez Ekspozyturę prace dodatkowe jak np. rozpoznawanie niemieckiego przemysłu ciężkiego, niemieckich akcji ekonomicznych na Górnym Śląsku – bliższe były oficerom o przygotowaniu technicznym”.

## II wojna światowa
W obliczu nadciągającej zawieruchy wojennej, 22 marca 1939 roku mjr dypl. Kazimierz Szpądrowski został przeniesiony do 6 pułku artylerii ciężkiej we Lwowie jako dowódca III dywizjonu, a następnie przewidziany do pracy w wywiadzie (zastępca Szefa Oddziału II) sztabu tworzonej Armii „Kraków” pod dowództwem gen. bryg. Antoniego Szyllinga. 28 sierpnia 1939 roku został mianowany szefem wydziału wywiadowczego Grupy Operacyjnej „Śląsk”. 2 września 1939 roku zginął ppłk dypl. Marian Zdon, szef Oddziału II Sztabu Armii „Kraków”. Stanowisko po nim objął 3 września 1939 roku Kazimierz Szpądrowski, który 13 września 1939 roku wyruszył ze sztabu, zakwaterowanego w Zamościu, do Lwowa w celu nawiązania łączności z gen. Kazimierzem Sosnkowskim, który objął dowództwo Frontu Południowego i celem przywiezienia map oraz nowych szyfrów. Od tej pory nie widziano go już więcej. Odcięty na terenie Lwowa przez niemieckie oddziały zmotoryzowane brał udział w obronie miasta pod dowództwem gen. bryg. Władysława Langnera. Obrona Lwowa przed siłami niemieckimi została przerwana decyzją o kapitulacji przed Armią Czerwoną w dniu 22 września 1939 roku. Stosownie do rozkazu gen. Langnera obrońcy Lwowa (w tym Kazimierz Szpądrowski) zebrali się w tym dniu o wskazanej porze na terenie Cytadeli, gdzie zostali przejęci do niewoli przez oddziały Armii Czerwonej.

## Niewola sowiecka, przesłuchania i śmierć
Kazimierz Szpądrowski wraz z innymi polskimi oficerami trafił do obozu jenieckiego w Starobielsku. Fakt pobytu w Starobielsku potwierdził się korespondencją z rodziną w grudniu 1939 roku. W końcu stycznia 1940 roku ostatni list pisany przez żonę – Halinę do Starobielska powrócił niedoręczony z dopiskiem „ujechał iz łagiera” (ros. „wyjechał z obozu”). Mjr Szpądrowski został wymieniony, wraz z innymi zaginionymi polskimi oficerami, w publikacji Adama Moszyńskiego zatytułowanej „Lista Katyńska”, wydanej w maju 1949 roku w Londynie nakładem emigracyjnej oficyny polskiej Gryf Publications Ltd. oraz w wydanym pod redakcją Andrzeja Leszka Szcześniaka opracowaniu „Katyń: lista ofiar i zaginionych jeńców obozów Kozielsk, Ostaszków, Starobielsk”.
Pełniejsze dane o losach Kazimierza Szpądrowskiego po opuszczeniu obozu w Starobielsku, rodzina uzyskała z Komisji Polskiej Stowarzyszenia „Memoriał” w Moskwie od Przewodniczącej Komisji Anny Grisziny, która w Archiwum FSB (dawniej KGB) zdołała ustalić i wynotować z dokumentów szereg faktów:
- w styczniu 1940 roku na terenie obozu w Starobielsku ujawniono, że Kazimierz Szpądrowski odbywał służbę w II Oddziale Polskiego Sztabu Generalnego, co spowodowało jego odesłanie do Moskwy, do Lefortowskiego więzienia, gdzie 26 lipca 1940 roku został aresztowany przez organa NKWD[17][18]. Od 7 lutego do 18 października 1940 roku poddany został 9 przesłuchaniom w nadziei uzyskania informacji o polskim wywiadzie i jego agentach. „Od pierwszego do ostatniego przesłuchania mjr Szpądrowski dokładnie i spokojnie (jak można wywnioskować z protokołów) odpowiadał na różne pytania, podał szczegóły swej biografii wojskowej, informował o rodzicach, bracie, siostrze, swej rodzinie. Nie odpowiedział ani na jedno pytanie o składzie i działalności polskiego wywiadu, powołując się na złożoną przez Niego przysięgę, której nigdy nie złamie. Namawiali Go, grozili Mu, mówili, że według prawa radzieckiego odmowa odpowiedzi tylko pogarsza Jego sytuację (odpowiedział, że wie o tym), ale był niewzruszony, trzymał się bohatersko”[19][18].
- na drugim, nocnym przesłuchaniu 10 lutego 1940 roku, rozpoczętym o godz. 20.20, a zakończonym o godz. 1.35, na którym śledczy zmuszał go do zeznań o pracy II Oddziału, oświadczył[19][20]:

Przysięga, którą złożyłem, nie pozwala mi odpowiadać na pytania o sprawach stanowiących tajemnicę działalności II Oddziału... Będę odpowiadać tylko na te pytania, które nie mają związku z pracą II Oddziału i nie są tajne... Nie mogę podawać nazwisk.

- w czasie ósmego przesłuchania 9 października 1940 roku na pytanie: „Jak Wam wiadomo, Państwo Polskie przestało istnieć, dlatego przysięga, którą złożyliście przed byłym Państwem Polskim straciła wszelkie znaczenie”. – padła odpowiedź[19][20]:

Niezależnie od tego, że Państwo Polskie przestało istnieć – składałem przysięgę swojej Ojczyźnie i Bogu i bez względu na okoliczności uważam za swój obowiązek utrzymać w tajemnicy to wszystko, co zawarte było w przysiędze.

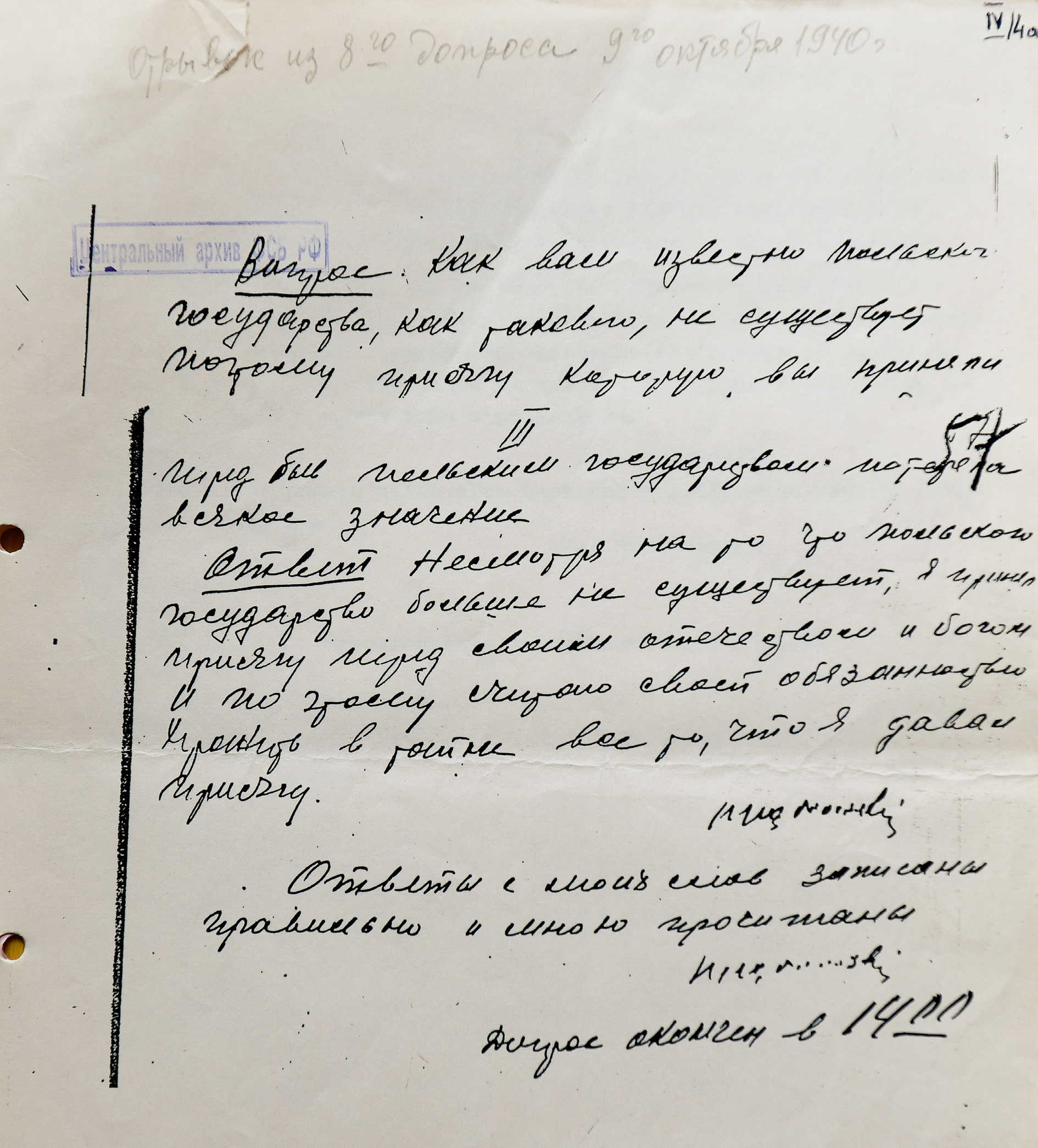
Fragment protokołu z 8. przesłuchania. Widoczne odręczne podpisy Kazimierza Szpądrowskiego potwierdzające zeznania

- na ostatnim, dziewiątym przesłuchaniu śledczy powiedział: „Jesteście oskarżeni o to, że będąc pracownikiem lI Oddziału, a później Kierownikiem Ekspozytury w Katowicach, na przestrzeni 7 lat, prowadziliście działalność szpiegowską przeciw ZSRR. Czy przyznajecie się do winy?” Odpowiedź Szpądrowskiego brzmiała[19][20]:

Nie zajmowałem się pracą wywiadowczą na szkodę ZSRR i nie uznaję siebie winnym.

- akt oskarżenia, w którym zawarte zostały te same zarzuty, został sporządzony 23 października 1940 roku.
- zamknięte posiedzenie Kolegium Wojskowego Sądu Najwyższego ZSRR odbyło się 20 listopada 1940 roku. Odbywano się ono bez uczestnictwa oskarżyciela, obrony i bez wezwania świadków. Procedura taka została wprowadzona przez Stalina po zabójstwie Kirowa 1 grudnia 1934 roku.
- w swoim ostatnim słowie Kazimierz Szpądrowski powiedział[21][20]:

Nie czuję się winnym, bo działałem dla dobra swego Państwa. Do pracy w wywiadzie trafiłem z rozkazu swego kierownictwa. Działalnością na szkodę Związku Radzieckiego nie zajmowałem się. Służba w polskim wywiadzie wykonywana przeze mnie nie przyczyniła szkód Związkowi Radzieckiemu.

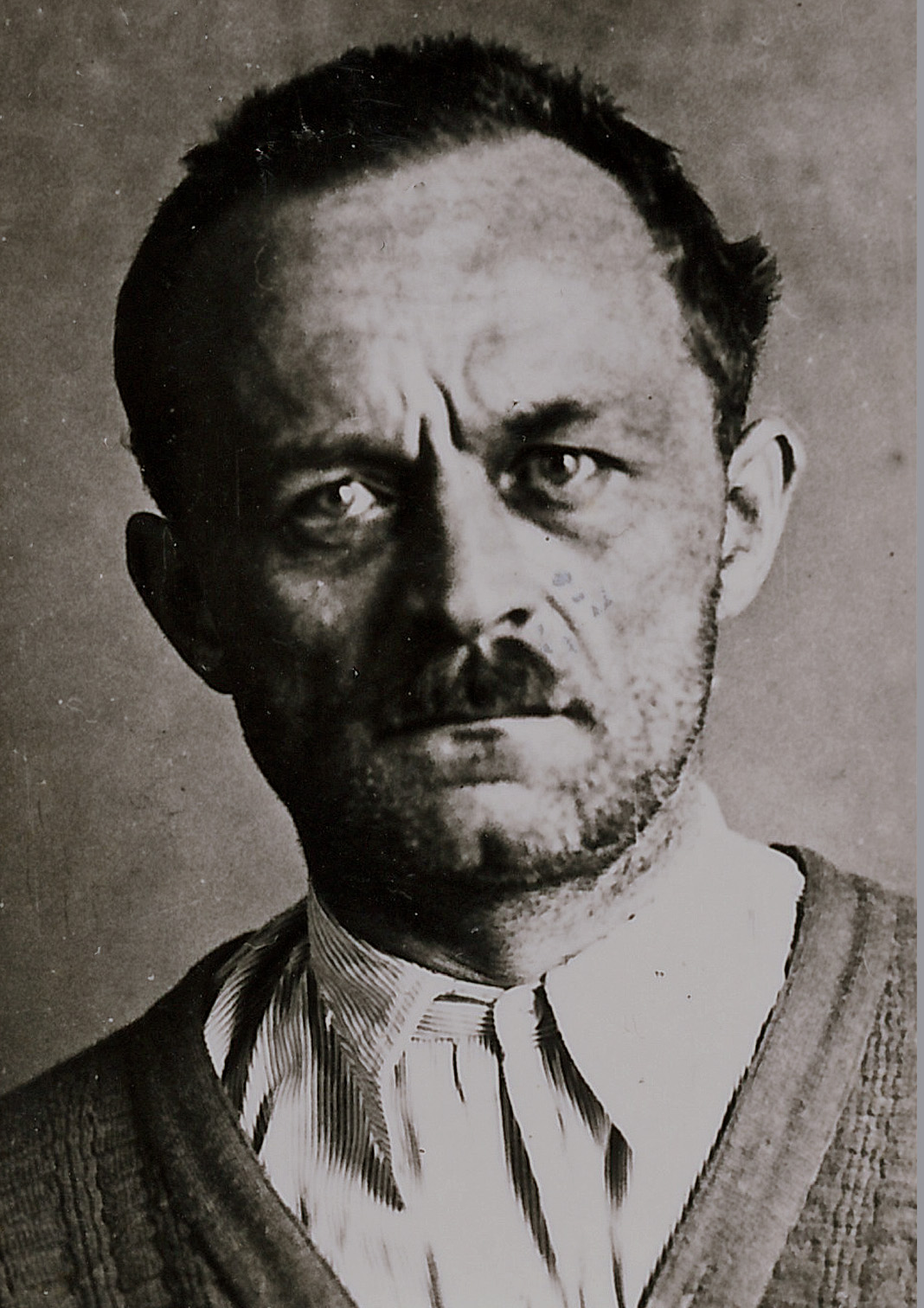
Ostatnie więzienne zdjęcie Kazimierza Szpądrowskiego

Wyrok został ogłoszony o godz. 12.20, 20 listopada 1940, a 21 grudnia 1940 roku została oddalona prośba o ułaskawienie. 25 grudnia 1940 roku Kazimierz Szpądrowski został rozstrzelany. Jego prochy zostały pogrzebane we wspólnym grobie na cmentarzu Dońskim w Moskwie.

## Rehabilitacja i rozbieżności w dokumentacji
Podjęta przez rodzinę mjra dypl Kazimierza Szpądrowskiego wymiana korespondencji z Główną Prokuraturą Wojskową Federacji Rosyjskiej w Moskwie pozwoliła na następujące uzupełniające ustalenia:
- 20 listopada 1940 roku Kazimierz Szpądrowski został skazany przez Kolegium Wojskowe Sądu Najwyższego ZSRR na karę śmierci przez rozstrzelanie zgodnie z art. 58–4 i 58-6 KK RSFSR za „udzielanie pomocy międzynarodowej burżuazji” i „szpiegostwo”. „Był oskarżony o to, że będąc oficerem Wojska Polskiego uczestniczył w walkach przeciw Armii Czerwonej w 1919-1920 r. i po ukończeniu Wyższej Szkoły Wojennej pracował w II Oddziale polskiego sztabu generalnego, a jako Naczelnik Ekspozytury zajmował się aktywną działalnością wywiadowczą”[22][18].
- w czasie przeprowadzonego w 1992 roku sprawdzenia postępowania karnego ustalono, że „20 listopada 1940 roku Kazimierz Szpądrowski był bezpodstawnie skazany na rozstrzelanie”. Główna Prokuratura Wojskowa dokonała 25 lutego 1992 roku rehabilitacji Kazimierza Szpądrowskiego, uzasadniając to następująco: „brak w jego postępowaniu cech przestępstwa; szpiegostwem się nie zajmował, sumiennie wypełniał swoje obowiązki służbowe pracownika wojskowego w interesie suwerennego państwa polskiego, którego był poddanym”[22][18].

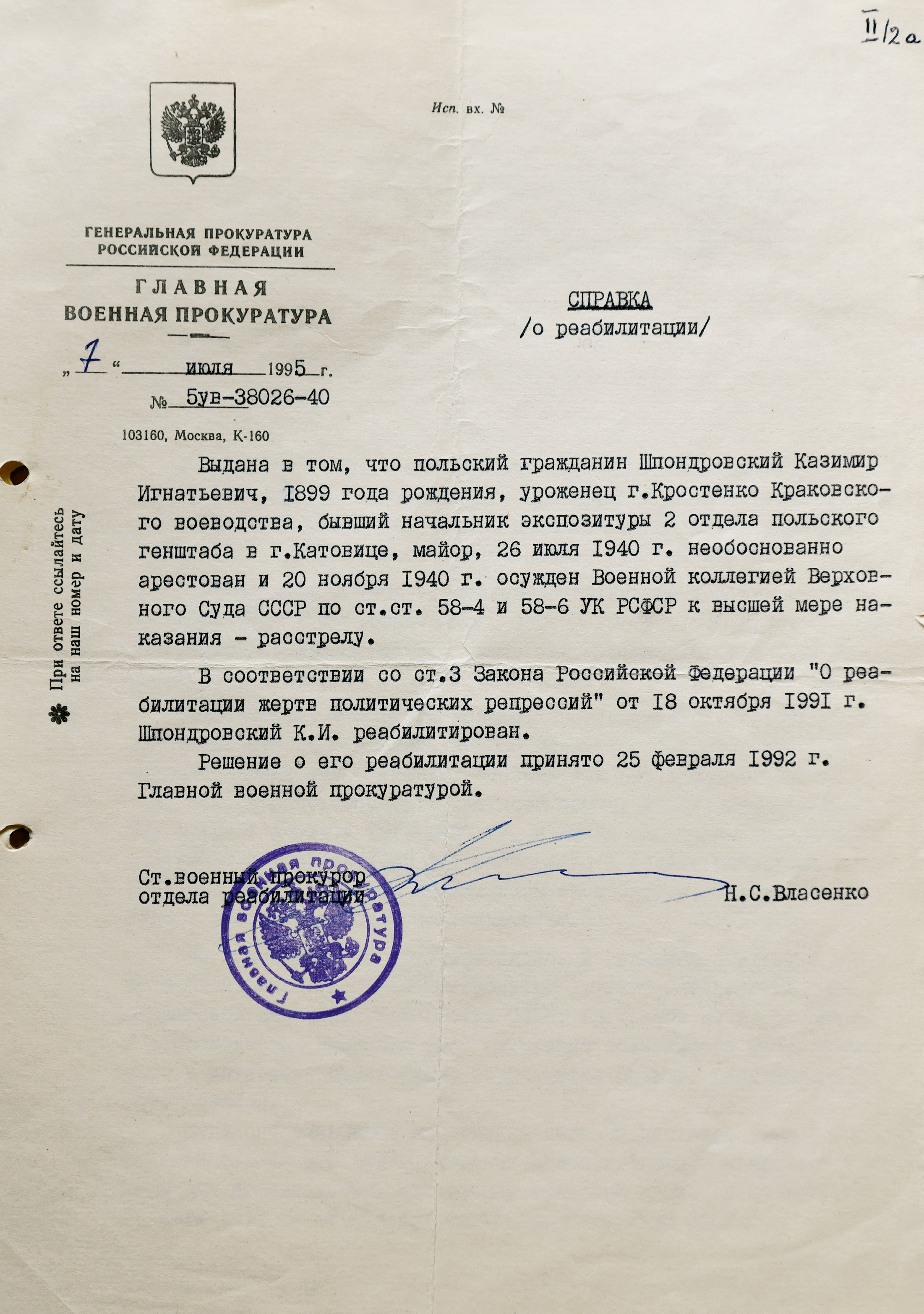
„Poświadczenie o rehabilitacji” Kazimierza Szpądrowskiego

Dalsze informacje o Kazimierzu Szpądrowskim nadeszły w 1995 roku od Konsula Generalnego Federacji Rosyjskiej w Krakowie z Wydziału Humanitarnej Współpracy i Praw Człowieka Ministerstwa Spraw Zagranicznych. Ustalono między innymi:
- „Jeniec Kazimierz Szpądrowski w styczniu 1940 r. został skierowany ze Stawropolskiej prowincji[a] do Moskwy, gdzie został poddamy wewnętrznemu śledztwu w Lefortowskim więzieniu”[23].
- „Wyrok śmierci przez rozstrzelanie został wykonany 25 grudnia 1940 r. w Moskwie, a ciało poddano kremacji w moskiewskim krematorium na Dońskim cmentarzu”[23].

28 maja 1996 roku dziennik „Wiecziernaja Moskwa” wymienił Kazimierza Szpądrowskiego w cyklu publikowanych list ofiar stalinowskich represji, rozstrzelanych i skrycie pochowanych w latach 1930–1950 w mogile nr 1 na Dońskim Cmentarzu. Major wymieniony został w pozycji nr 7 wykazu, obok ostatniego, więziennego zdjęcia. Wpis w dzienniku brzmiał: „Szpondrowski Kazimierz s. Ignacego, rodzony w 1899 r. w M. Krościenko woj. Krakowskie (Polska), Polak, z rodziny urzędniczej, bezpartyjny, wykształcenie średnie, wyższy naczelnik Ekspozytury II Oddziału polskiego Sztabu Generalnego w mieście Katowice, major Polskiej Armii, zamieszkały w mieście Lwów, ul. Chodkiewicza 8, aresztowany 26 lipca 1940 roku, rozstrzelany 25 grudnia 1940 roku. Rehabilitowany 25 lutego 1992 roku”.
Dla pełnego obrazu losów mjr dypl. Kazimierza Szpądrowskiego na terenie ZSRR pozostają do wyjaśnienia następujące kwestie:
1. Z materiałów nadesłanych ze Stowarzyszenia “Memoriał” w Moskwie wynika, że w styczniu 1940 roku został on przewieziony ze Starobielska do Lefortowskiego więzienia NKWD w Moskwie, natomiast Wydział Humanitarnej Współpracy i Praw Człowieka MSZ Federacji Rosyjskiej podaje, że w styczniu 1940 r. aresztowania dokonano w Stawropolskiej prowincji.
2. W orzeczeniu rehabilitacyjnym Główna Prokuratura Wojskowa Federacji Rosyjskiej podaje datę aresztowania 26 lipca 1940 roku, co rozmija się z dokumentacją Archiwum FSB w Moskwie, świadczącą o kolejnych przesłuchaniach w Lefortowskim więzieniu NKWD w okresie 7 lutego – 18 października 1940 roku.
3. W piśmie Głównej Prokuratury Wojskowej Federacji Rosyjskiej nr 5 z 20 lipca 1995 roku potwierdzono załączonym orzeczeniem fakt rehabilitacji Kazimierza Szpądrowskiego[18]. Natomiast w późniejszym piśmie tego samego nadawcy nr 5 z dnia 19 grudnia 1995 roku, zawarto informację, że „na podstawie kontroli zawartych w apelu wniosków stwierdzono, że kwestia rehabilitacji Szpendrowskiego K. przez Główną Prokuraturę Wojskową nie była rozpatrywana”. W kolejnym piśmie z Głównej Prokuratury Wojskowej z 29 grudnia 1999 roku, napisano wręcz „w Głównej Prokuraturze Wojskowej Rosji wiadomości o Szpondrowski Kazimierzu s. Ignacego, urodzonym w 1899 roku nie ma”[25][18][26][27]. Ze względu na wymienione rozbieżności pochodzące z tego samego źródła, można domniemywać, że między lipcem a grudniem 1995 roku, a następnie grudniem 1999 roku zniszczono lub schowano/utajniono w Głównej Prokuraturze Wojskowej wszystkie dokumenty dotyczące Kazimierza Szpądrowskiego[25].

## Ordery i odznaczenia
- Krzyż Komandorski Orderu Odrodzenia (pośm. 31 marca 2009 roku) – postanowieniem Prezydenta Rzeczypospolitej Polskiej Lecha Kaczyńskiego, za „wybitne zasługi dla niepodległości Rzeczypospolitej Polskiej”[28]. Uroczystość wręczenia tego odznaczenia rodzinie mjr dypl. Szpądrowskiego odbyła się 23 października 2009 roku w Belwederze. Medal wręczał Andrzej Duda, ówczesny podsekretarz stanu w Kancelarii Prezydenta.

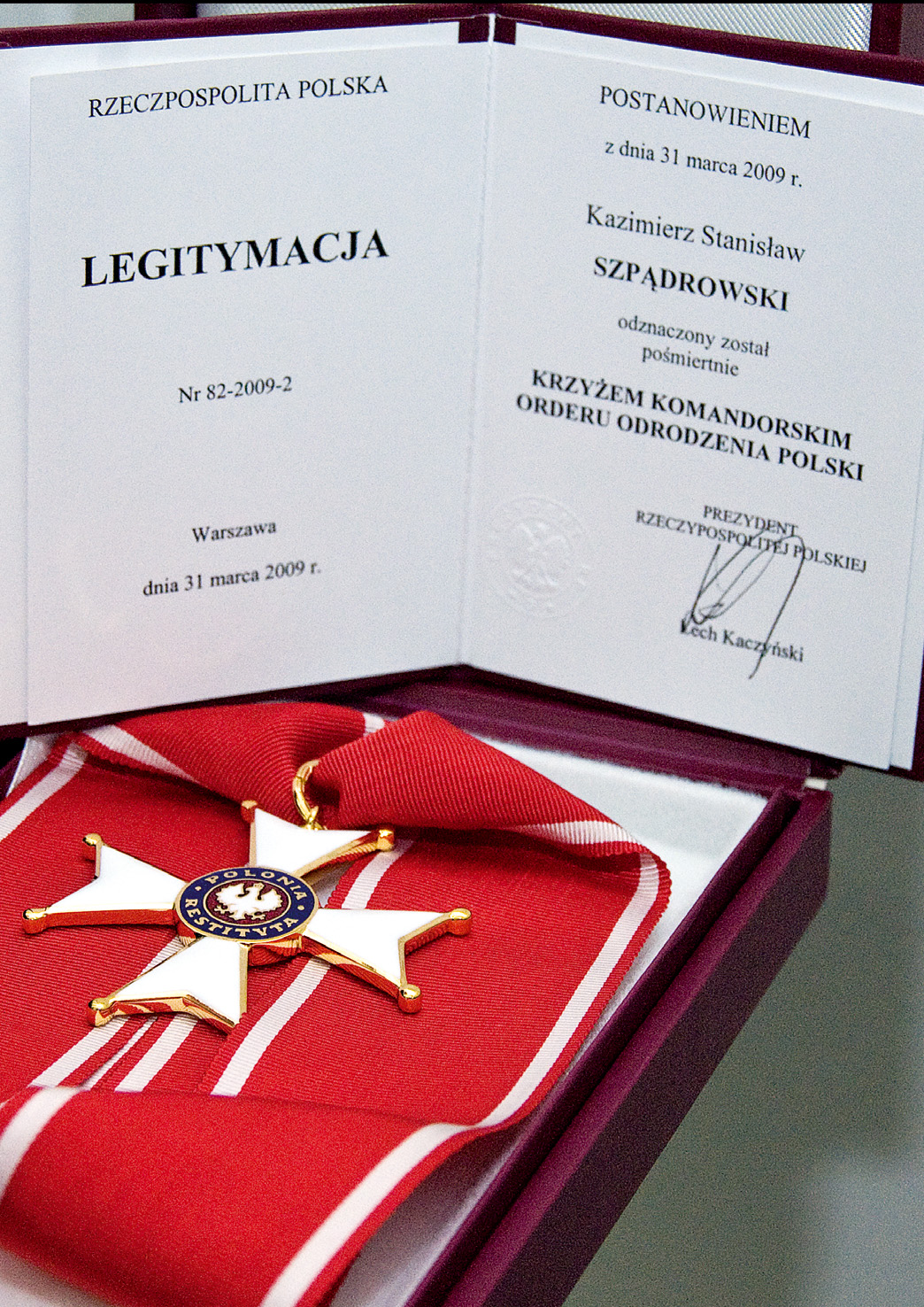
Krzyż Komandorski Orderu Odrodzenia Polski przyznany ppłk. Kazimierzowi Szpądrowskiemu

- Złoty Krzyż Zasługi (10 listopada 1938 roku) – przy wniosku o nadanie tego odznaczenia Szef Wydziału IIa Sztabu Głównego ppłk dypl. W. Heinrich wystawił następującą opinię: „Dzięki stale wykazywanej gorliwości w pracy oraz oddaniu potrzebom służby w stopniu znacznie przewyższającym zakres wymaganej sumienności w pełnieniu obowiązków służbowych – w trudnych warunkach osiągnął bardzo dodatnie wyniki pracy. Zarówno z uwagi na wykazane walory osobiste, jak i dotychczasowe rezultaty pracy, zasługuje na wyróżnienie przez odznaczenie Go Złotym Krzyżem Zasługi”[29][30]
- Brązowy Medal za Długoletnią Służbę (1938 rok)
- Srebrny Krzyż Zasługi (12 lutego 1930 roku) – przy wniosku o nadanie tego odznaczenia gen. bryg. Mieczysław Dąbkowski tak ocenił kandydata: „Kapitan Szpądrowski jest najlepszym oficerem 7 p.a.p. Posiada szczególny dar nauczania szeregowych i pod tym względem oddał nieprzeciętne usługi na stanowisku dowódcy baterii i dowódcy szkoły podoficerskiej”[7]
- Medal Pamiątkowy za Wojnę 1918–1921[29]
- Krzyż Walecznych (16 marca 1921 roku) – „za zasługi na polach bitewnych w okresach: 31 marca – 25 września 1919 r. oraz 16 lutego 1920 – 14 marca 1921 r.”[7]

## Upamiętnienie pośmiertne
Krzyż Kampanii Wrześniowej (pośm. 15 sierpnia 1985 roku) – rozporządzeniem Ministra Spraw Wojskowych Rządu Londyńskiego.

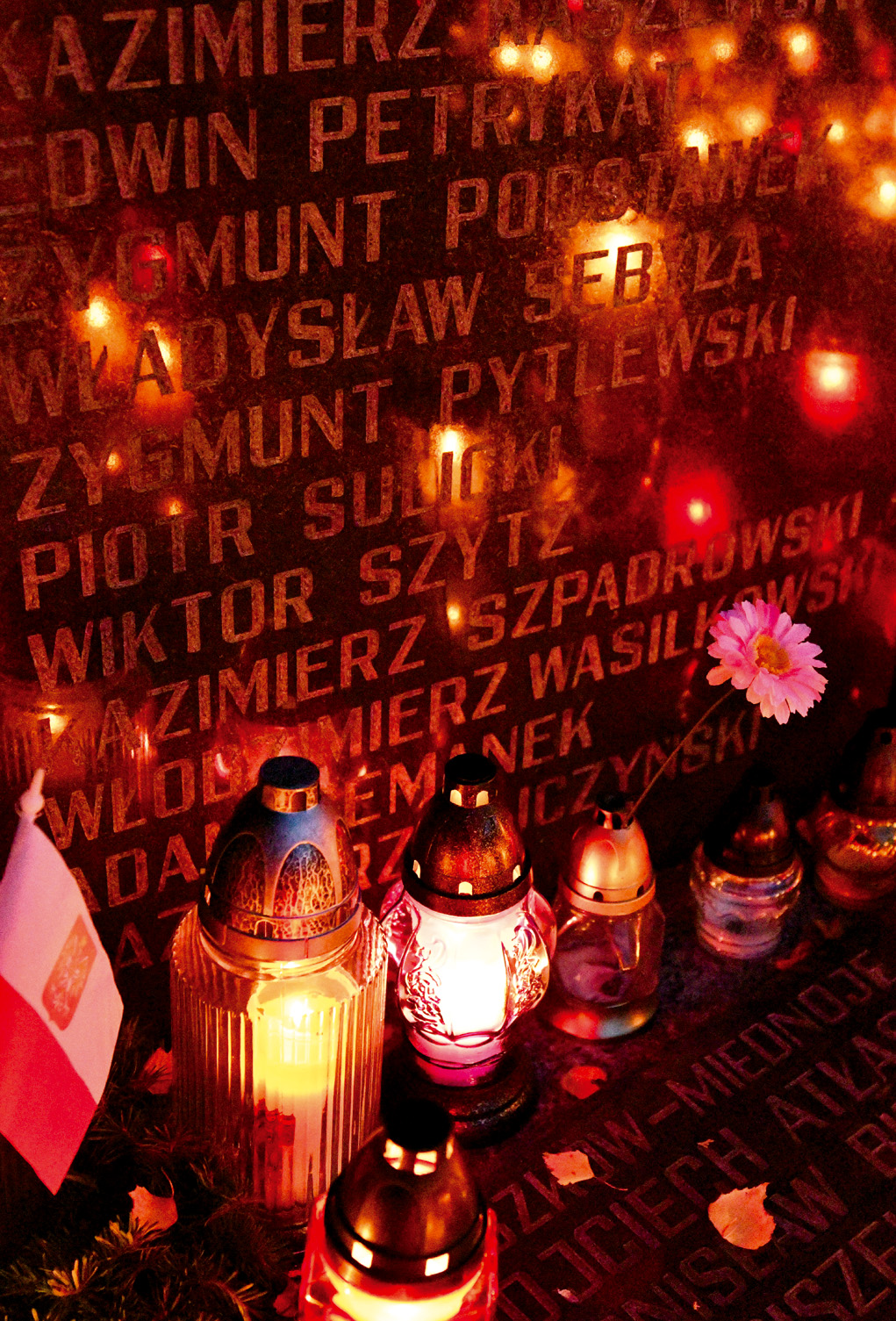
Tablica pamiątkowa na Cmentarzu Kule w Częstochowie

Tablice upamiętniające martyrologię poległych na Wschodzie w tym m.in. mjr dypl. Kazimierza Szpądrowskiego znajdują się w kaplicy Kościoła pod wezwaniem Św. Karola Boromeusza na Powązkach w Warszawie oraz na Cmentarzu Kule w Częstochowie.
Kazimierza Szpądrowskiego upamiętniono także na tablicy z listą wybitnych absolwentów Gimnazjum i Liceum Ogólnokształcącego im. Marcina Wadowity w Wadowicach. 
Na wniosek Ministra Obrony Narodowej Janusza Onyszkiewicza, 27 lipca 1998 roku, „w uznaniu bohaterskiej i patriotycznej postawy w niewoli sowieckiej” mjr dypl. Kazimierz Szpądrowski został promowany na stopień podpułkownika. W setną rocznicę urodzin Kazimierza Szpądrowskiego w dniu 14 lutego 1999 r. w Kaplicy Matki Boskiej Częstochowskiej na Jasnej Górze odbyła się celebrowana przez kapelana wojskowego o. dr mjr. Jana Golonkę msza święta za spokój jego duszy, połączona z uroczystym wręczeniem rodzinie pośmiertnego aktu nominacyjnego na stopień podpułkownika. W uroczystości poza rodziną i przyjaciółmi udział wzięli: licznie zgromadzeni oficerowie Wojska Polskiego stacjonujący w Częstochowie oraz poczet sztandarowy Światowego Związku Żołnierzy Armii Krajowej i pielgrzymi przebywający na Jasnej Górze. W wygłoszonej homilii ojciec Golonka wypowiedział następujące słowa: „Kazimierz Szpądrowski, major dyplomowany, wielokrotnie przesłuchiwany w Lefortowskim więzieniu NKWD w Moskwie, pomny honoru oficera Polskiego Wojska, nie wyjawił żadnej z tajemnic wojskowych wywiadu pozostając wiernym przysiędze, jaką złożył wcześniej przed Bogiem i Ojczyzną”.
Opracowanie „Dziadku, Tato, ja ciągle pamiętam!” opowiadające o życiu Kazimierza Szpądrowskiego oraz wieloletniej walce jego rodziny o ustalenie faktycznych okoliczności jego niewoli i śmierci, zdobyło główną nagrodę w konkursie „Katyń – Pamiętamy. Małopolska” zorganizowanym z inicjatywy ówczesnego europosła PiS Pawła Kowala. Autor Marcin Szpądrowski (wnuk Kazimierza Szpądrowskiego, syn Andrzeja), 10 maja 2010 roku odebrał główną nagrodę: pióro Lecha Kaczyńskiego. 15 marca 2019 roku tekst opracowania Marcina Szpądrowskiego został opublikowany w książce pod redakcją dr Konrada Meusa pod tytułem "Idziemy w bój życia, społeczność wadowickiego Gimnazjum w drodze do Niepodległej" (Rozdział III  - „Pro Memoria"), wydanej przez Stowarzyszenie Absolwentów Liceum Ogólnokształcącego im. Marcina Wadowity w Wadowicach w celu upamiętnienia 100-lecia Odzyskania Niepodległości.

## Życie prywatne
7 kwietnia 1923 roku zawarł związek małżeński z Haliną Zofią Laskowską w Częstochowie, gdzie pełnił wówczas służbę w 7 pułku artylerii polowej w dzielnicy Zacisze. Tutaj w 1924 roku urodził się jego syn Stanisław. W 1933 roku w Warszawie urodził się syn Andrzej.